# Conceição do Capim
Conceição do Capim é um distrito do município brasileiro de Aimorés, no interior do estado de Minas Gerais. Segundo o censo demográfico de 2022, realizado pelo Instituto Brasileiro de Geografia e Estatística (IBGE), sua população era de 1 094 habitantes e havia 427 domicílios particulares permanentes ocupados. Possui área de 173,87 km² conforme a Fundação João Pinheiro (FJP). Foi criado pela lei estadual nº 336 de 27 de dezembro de 1948.
De acordo com o IBGE, em 2010 a população era de 1 257 habitantes e havia 562 domicílios particulares.
Nasceu em Conceição do Capim o fotógrafo e fotojornalista Sebastião Salgado (1944–2025), reconhecido internacionalmente por retratar a natureza e comunidades isoladas ao redor do mundo, além de ter sido o fundador do Instituto Terra em Aimorés.